# حسن‌آباد (بخش مرکزی شهرستان قزوین)
حسن‌آباد (قزوین)، روستایی از توابع بخش مرکزی شهرستان البرز در استان قزوین ایران است.

## جمعیت
این روستا در دهستان اقبال شرقی قرار دارد و براساس سرشماری مرکز آمار ایران در سال ۱۳۸۵، جمعیت آن ۶۵۴ نفر (۱۶۴خانوار) بوده‌است.